# Earl Alexander (football)
Earl Alexander (né à Saint-Vincent-et-les-Grenadines à une date inconnue) est un joueur de football international vincentais, qui évoluait au poste de milieu de terrain.

## Biographie

### En équipe nationale
Earl Alexander joue avec l'équipe de Saint-Vincent-et-les-Grenadines lors de l'année 1996.
Il participe avec cette équipe à la Gold Cup 1996 organisée aux États-Unis. Lors de cette compétition, il joue un match contre le Guatemala.